# مسييه 35

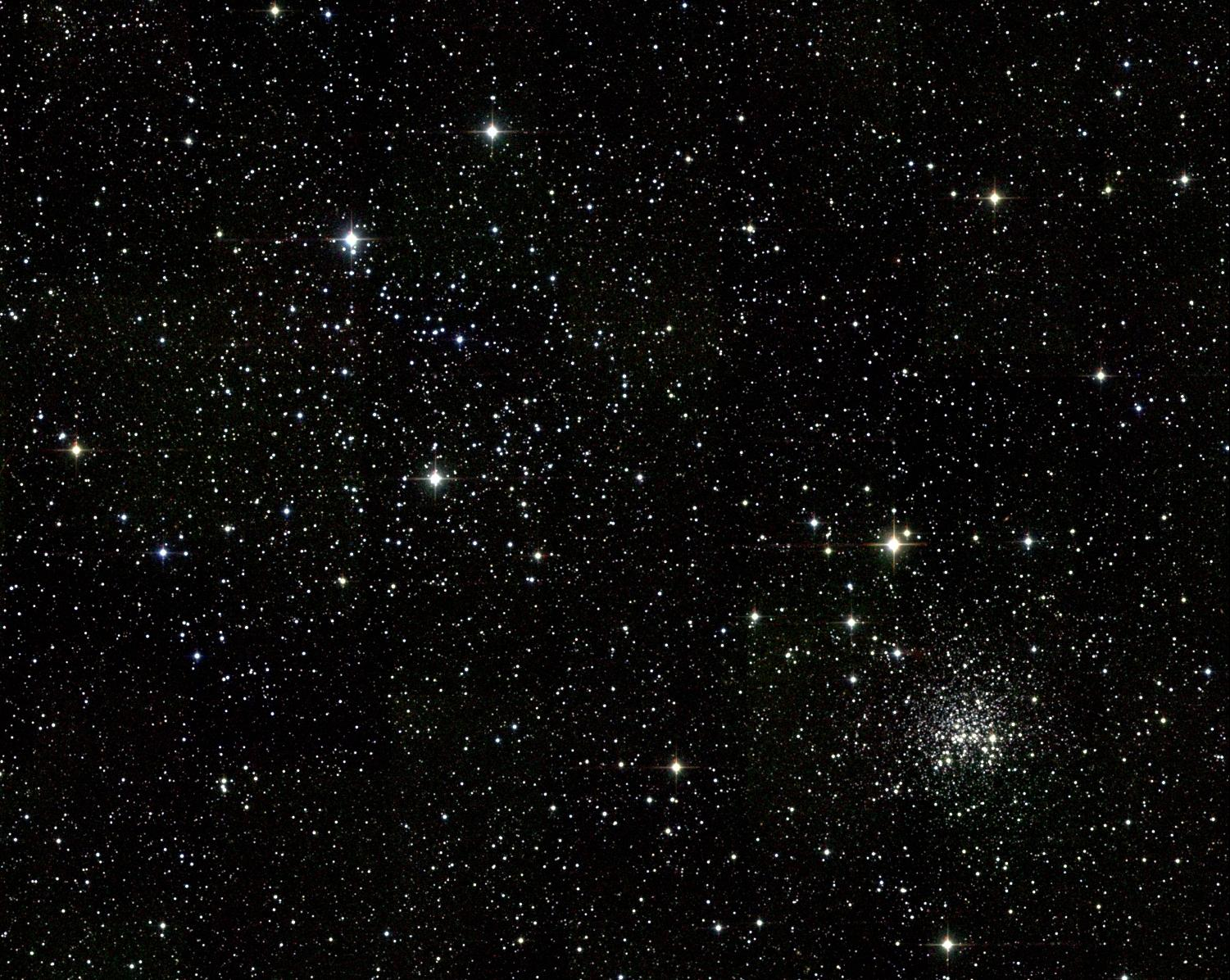

مسييه 35 أو م35 (بالإنجليزية: Messier 35 أوM 35أو NGC 2168) هو تجمع نجمي مفتوح في كوكبة التوأمين. اكتشف خلال الأعوام 1745 - 1750، ويشغل التجمع م35  مساحة في السماء تعادل مساحة القمر البدر ويبعد عن الأرض نحو 2.800 سنة ضوئية.
وترجع التسمية NGC 2168 إلى الفهرس العام الجديد.

## اقرأ أيضا
- نجم
- مجرة
- قزم أبيض
- عملاق أحمر
- الانفجار العظيم
- خط زمني للانفجار العظيم
- نجم نيوتروني
- ثقب أسود

## وصلات خارجية
- Messier 35, SEDS Messier pages
- M35 and the tight old cluster NGC 2158 imaged with a semiprofessional Amateur-telescope
- موقع الكون في الإنترنت